# Badr (ort i Libyen)
Badr är en ort i Libyen. Den ligger i den nordvästra delen av landet, 180 km sydväst om huvudstaden Tripoli. Badr ligger 163 meter över havet och antalet invånare är 18 693.
Terrängen runt Badr är platt, och sluttar norrut.  Trakten runt Badr är nära nog obefolkad, med mindre än två invånare per kvadratkilometer. Trakten runt Badr är ofruktbar med lite eller ingen växtlighet.